# Horloge d'édifice

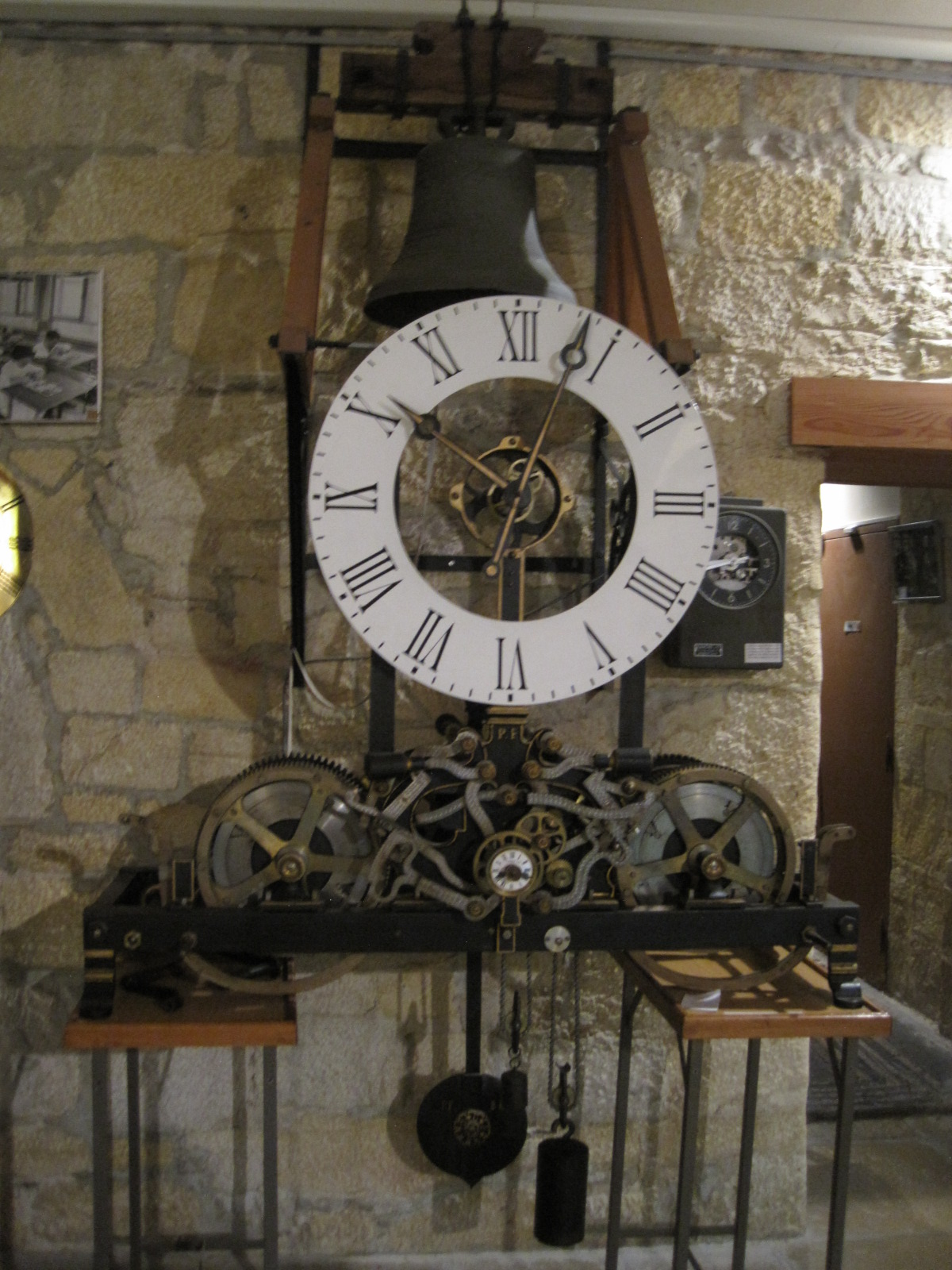
Horloge Francis Paget, Morez (1930).

Cet article a pour objectif de décrire les horloges d'édifice, principalement de clochers, mais à l'exclusion des horloges astronomiques.

## Histoire des horloges d'édifice
Les horloges mécaniques apparaissent en Europe à la fin du Moyen Âge.

## Constructeurs d'horloges d'édifice
- en Alsace :

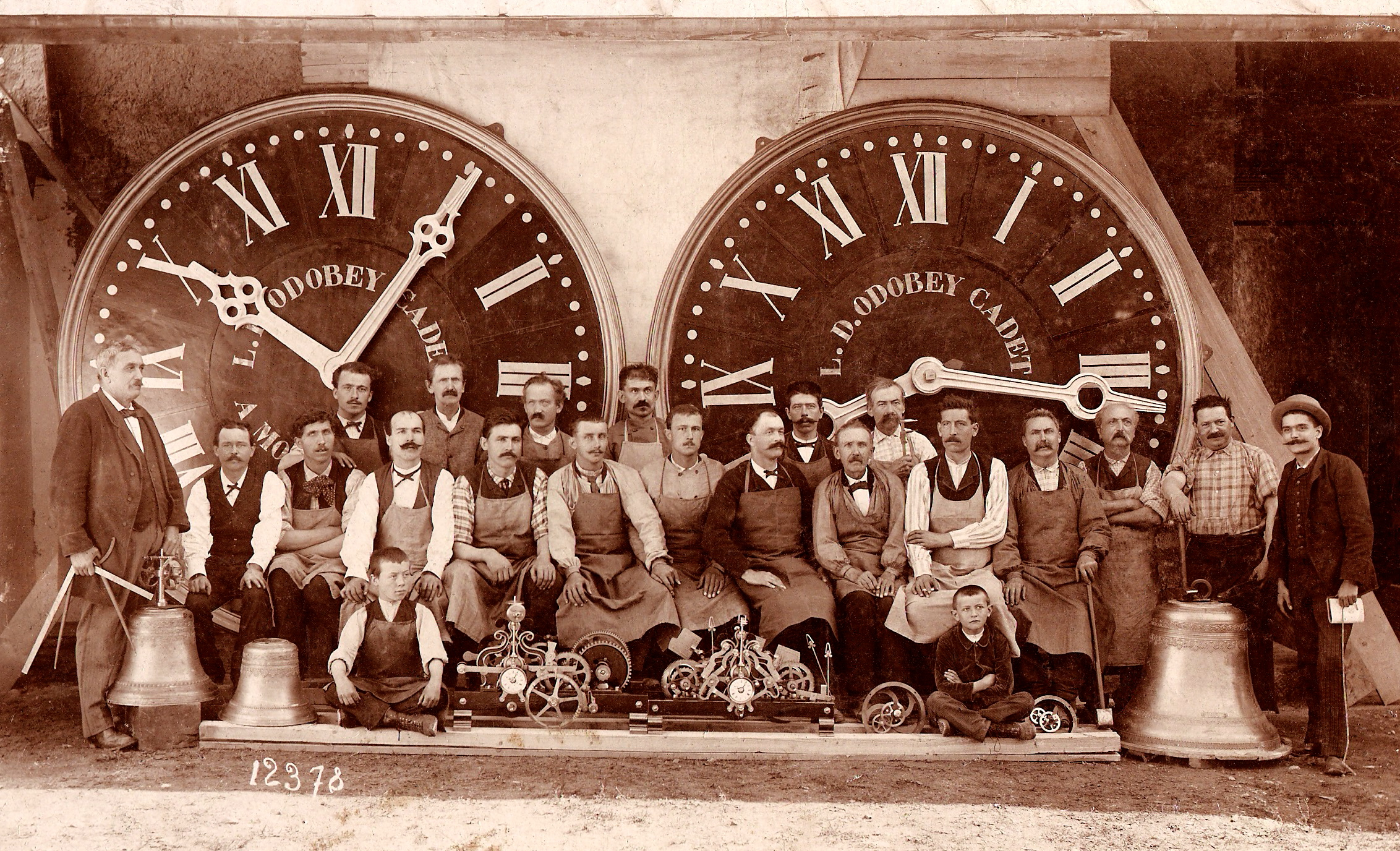
Fabrique d’horloges publiques Louis-Delphin Odobey.

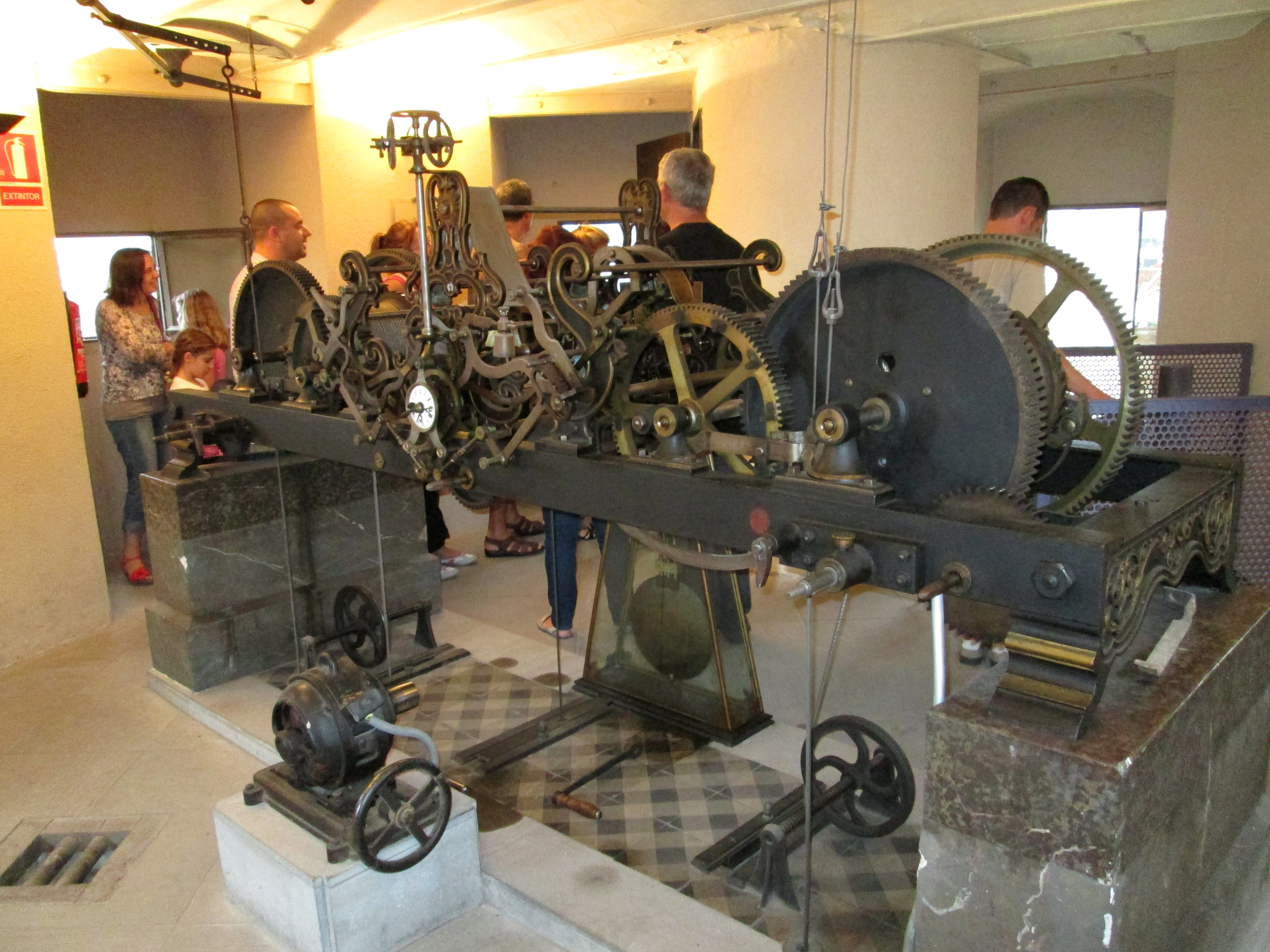
Horloge Paul Odobey (1903).

  - Maybaum (père et fils) (région strasbourgeoise) à la cathédrale Saint-Martin de Mayence[1],[2],[3]
  - Jean-Baptiste Schwilgué (Alsace et Est de la France)
  - Urbain Adam (surtout dans le Haut-Rhin)
  - Ungerer (père et fils) (Alsace et Est de la France)

- en Alsace-Lorraine :
  - Gugumus

- en Franche-Comté :
  - Paul Odobey à Morez
  - Prêtre et fils dans le Haut-Doubs
  - Louis-Delphin Odobey à Morez
  - Bailly-Comte frères à Morez
  - Francis Paget (anc. Prost Frères) à Morez

## Horloges d'édifice les plus intéressantes

### Horloges exposées ou visibles
- Horloges de Meybaum/Maybaum 

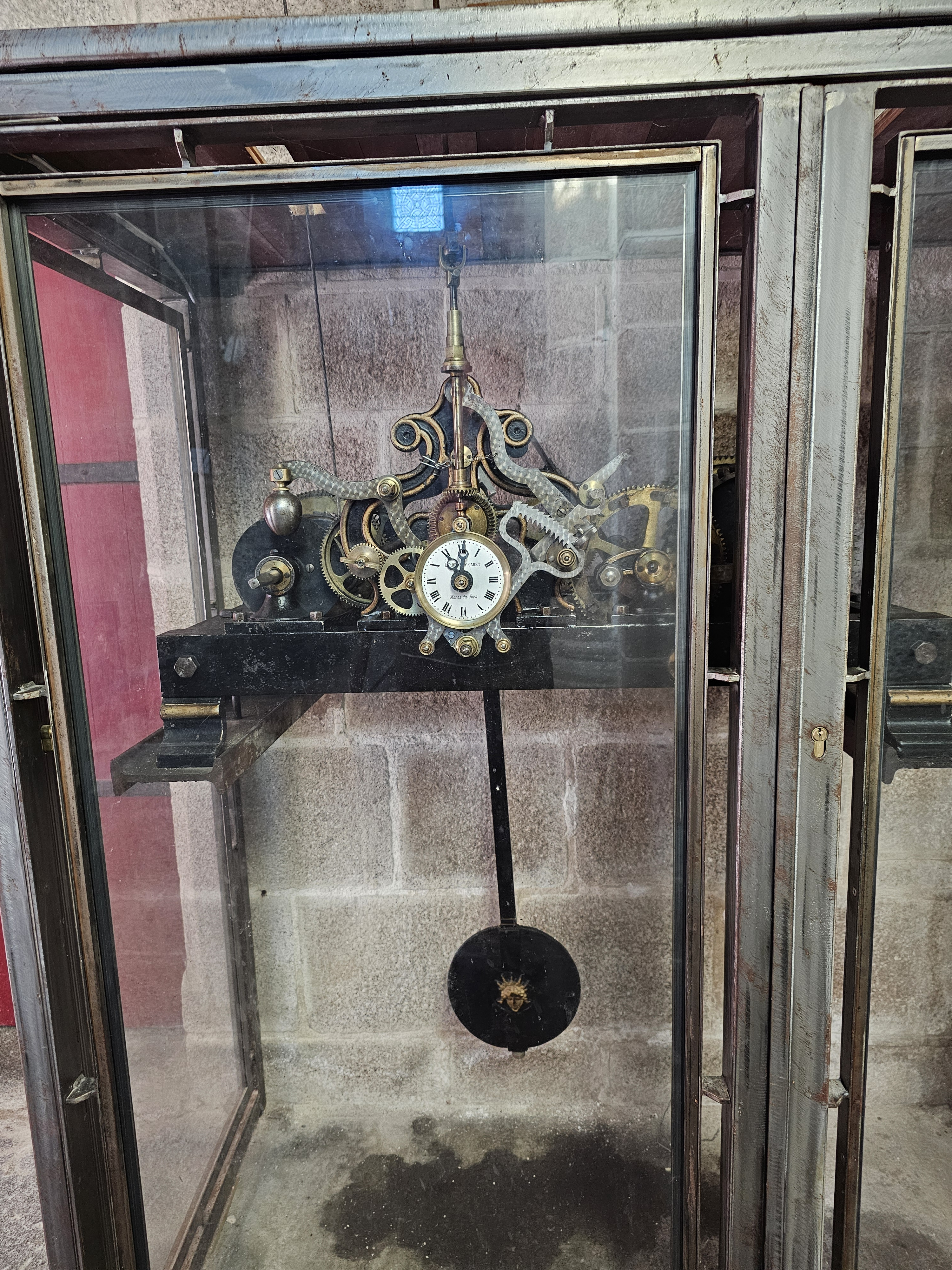
Horloge de Châtel-Montagne, mécanisme visible dans la nef.

  - Ancienne horloge de la plate-forme de la cathédrale de Strasbourg, au musée des Arts décoratifs. Cette horloge a la particularité d'avoir été utilisée dans la scène de la tour de la place Saint-Marc à Venise, dans le film Moonraker.

- Horloges de Jean-Baptiste Schwilgué (1776-1856)
  - Horloge monumentale à l'église Saint-Georges de Sélestat (Alsace) (1825)
  - Horloge monumentale à l'église Saint-Martin (Erstein) (Alsace) (1850)
  - Horloge monumentale à la cathédrale Notre-Dame de Fribourg (1851)
  - Horloge monumentale à l'abbaye de Remiremont (Vosges) (1855)

- Horloges Ungerer
  - Horloge monumentale de l'église Saint-Michel de Hambourg (Allemagne)

- Horloges de Louis-Delphin Odobey
  - Horloge de l'église Notre-Dame de Châtel-Montagne (Allier France) (1927) mécanisme de huit jours à contrepoids, visible et fonctionant, dans le bas-côté de la nef avec renvoi au cadran et aux cloches par cables et cardans[Note 1],[4].

### Horloges exposées dans des musées
Plusieurs musées exposent des horloges monumentales :
- le musée de l'Horlogerie de Saint-Nicolas-d'Aliermont expose une dizaine de mécanismes de clochers ;
- le Musée international d'horlogerie de La Chaux-de-Fonds ;
- le musée de la Lunette de Morez ;
- le musée de l'Horlogerie et du Décolletage de Cluses.

Horloge de Prato en Italie.